# 天主教瓦拉达里斯州长市教区

Regional CNBB Leste 2.

天主教瓦拉达里斯州长市教区

天主教瓦拉達里斯州長市教區（拉丁語：Dioecesis Valadarensis）是巴西一個羅馬天主教教區，屬馬里亞納總教區。
教區成立於1956年2月1日，位於米納斯吉拉斯州東部。2006年有教友359,000人（佔轄區總人口70.0%）、四十四個堂區、五十一名司鐸。現任教區主教為安東尼奧·卡洛斯·費利克斯（Antônio Carlos Félix）。